# Tamponage
Die Tamponage bezeichnet im Allgemeinen eine Abdichtung. Im Speziellen handelt es sich dabei um einen künstlich geschaffenen Verschluss eines Bohrloches. Dieser dient als Schutz vor dem Eindringen von festen, flüssigen und gasförmigen Stoffen und Stoffgemischen, zum Beispiel Wasser.
Der Begriff ist aus dem französischen Wort Tampon (dt. Stöpsel) abgeleitet.